# Campeonato Goiano de Futebol de 2021
O Campeonato Goiano de Futebol de 2021, ou Goianão 2021 foi a 78ª edição da principal divisão do futebol goiano. O torneio foi organizado e realizado pela Federação Goiana de Futebol e disputado por doze clubes. O Grêmio Anápolis foi o campeão da competição, após vencer na disputa de pênaltis o Vila Nova, sendo o primeiro título da equipe.
A competição contou com o retorno das equipes do Itumbiara, que havia sido rebaixado na temporada de 2019 e foi campeão goiano em 2008, e da Jataiense que retorna ao principal escalão depois de mais de 10 anos.

## Regulamento

### Primeira fase
Os 12 (doze) times serão divididos em dois grupos com seis times cada. Os times jogarão em seus respectivos grupos em turno e returno, totalizando 10 rodadas. Classifica-se para as quartas de final os quatro melhores de cada grupo, enquanto os últimos colocados serão rebaixados para a Divisão de Acesso de 2022. Os três melhores colocados do campeonato ganharão vaga à Copa do Brasil de 2022, e o campeão ganhará vaga para a Copa Verde de 2022. Já os três melhores colocados, com exceção de Atlético Goianiense, Goiás e Vila Nova, que já disputam divisões superiores, ganharão vaga para a disputa da Série D de 2022.

### Segunda fase
Os oito classificados de cada grupo irão para as quartas de final. A composição dos quatro confrontos serão definidos por cruzamento olímpico (1ºA x 4ºB, 2ºA X 3ºB, 2ºB X 3ºA, 1ºB X 4ºA) e serão realizados em jogos de ida e volta. Em caso do empate nos confrontos, será definido o classificado o clube com o maior saldo de gols, e na persistência, será realizada a disputa de pênaltis. Na semifinal, o melhor classificado no geral enfrenta o quarto melhor e o segundo classificado no geral joga contra o terceiro colocado. 

### Critérios de desempate
Caso haja empate de pontos entre dois clubes, os critérios de desempates são aplicados na seguinte ordem:
1. Número de vitórias
2. Saldo de gols
3. Gols marcados
4. Confronto direto
5. Número de cartões vermelhos
6. Número de cartões amarelos
7. Sorteio

## Transmissão
A TV Anhanguera (afiliada da Rede Globo) detém todos os direitos do campeonato na TV Aberta. O Goianão também é transmitido pela FGF TV, canal da Federação Goiana de Futebol.

## Equipes participantes
| Aumento | Equipes promovidas da Divisão de Acesso de 2020 |

| Equipe              | Cidade               | Em 2020 | Estádios                        | Títulos (último)    |
| Anápolis            | Anápolis             | 8º      | Jonas Duarte                    | 1 (último em 1965)  |
| Aparecidense        | Aparecida de Goiânia | 4º      | Anníbal Batista de Toledo       | 0 (não possui)      |
| Atlético Goianiense | Goiânia              | 1º      | Antônio Accioly                 | 15 (último em 2020) |
| CRAC                | Catalão              | 6º      | Genervino da Fonseca            | 2 (último em 2004)  |
| Goianésia           | Goianésia            | 2º      | Valdeir José de Oliveira        | 0 (não possui)      |
| Goiás               | Goiânia              | 5º      | Serrinha                        | 28 (último em 2018) |
| Grêmio Anápolis     | Anápolis             | 9º      | Jonas Duarte                    | 0 (não possui)      |
| Iporá               | Iporá                | 10º     | Estádio Francisco José Ferreira | 0 (não possui)      |
| Itumbiara           | Itumbiara            | 2º (2D) | JK                              | 1 (último em: 2008) |
| Jaraguá             | Jaraguá              | 3º      | Amintas de Freitas              | 0 (não possui)      |
| Jataiense           | Jataí                | 1º (2D) | Arapucão                        | 0 (não possui)      |
| Vila Nova           | Goiânia              | 7º      | OBA                             | 15 (último em 2005) |

## Fase final
Em itálico os clubes mandantes do primeiro jogo. Em negrito os classificados.
|  | Quartas de final        | Quartas de final        | Quartas de final        | Quartas de final        |        |                     | Semifinais    | Semifinais    | Semifinais    | Semifinais    |  |                       | Final           | Final           | Final           | Final           |  |  |
|  | 25 de abril a 2 de maio | 25 de abril a 2 de maio | 25 de abril a 2 de maio | 25 de abril a 2 de maio |        |                     | 4 a 9 de maio | 4 a 9 de maio | 4 a 9 de maio | 4 a 9 de maio |  |                       | 16 e 23 de maio | 16 e 23 de maio | 16 e 23 de maio | 16 e 23 de maio |  |  |
|  |                         |                         |                         |                         |        |                     |               |               |               |               |  |                       |                 |                 |                 |                 |  |  |
|  | Atlético Goianiense     | 3                       | 0                       | 3                       |        |                     |               |               |               |               |  |                       |                 |                 |                 |                 |  |  |
|  | Goiás                   | 0                       | 0                       | 0                       |        |                     |               |               |               |               |  |                       |                 |                 |                 |                 |  |  |
|  | Goiás                   | 0                       | 0                       | 0                       |        | Atlético Goianiense | 0             | 2             | 2 (11)        |               |  |                       |                 |                 |                 |                 |  |  |
|  |                         |                         |                         |                         |        | Atlético Goianiense | 0             | 2             | 2 (11)        |               |  |                       |                 |                 |                 |                 |  |  |
|  |                         | Grêmio Anápolis (pen)   | 1                       | 1                       | 2 (12) |                     |               |               |               |               |  |                       |                 |                 |                 |                 |  |  |
|  | Grêmio Anápolis         | Grêmio Anápolis (pen)   | 1                       | 1                       | 2 (12) | 0                   | 2             | 2             |               |               |  |                       |                 |                 |                 |                 |  |  |
|  | Grêmio Anápolis         |                         |                         |                         |        | 0                   | 2             | 2             |               |               |  |                       |                 |                 |                 |                 |  |  |
|  | Iporá                   | 0                       | 1                       | 1                       |        |                     |               |               |               |               |  |                       |                 |                 |                 |                 |  |  |
|  | Iporá                   | 0                       | 1                       | 1                       |        |                     |               |               |               |               |  | Grêmio Anápolis (pen) | 1               | 1               | 2(5)            |                 |  |  |
|  |                         |                         |                         |                         |        |                     |               |               |               |               |  | Grêmio Anápolis (pen) | 1               | 1               | 2(5)            |                 |  |  |
|  |                         | Vila Nova               | 1                       | 1                       | 2(4)   |                     |               |               |               |               |  |                       |                 |                 |                 |                 |  |  |
|  | Aparecidense            | Vila Nova               | 1                       | 1                       | 2(4)   | 3                   | 2             | 5             |               |               |  |                       |                 |                 |                 |                 |  |  |
|  | Aparecidense            |                         |                         |                         |        | 3                   | 2             | 5             |               |               |  |                       |                 |                 |                 |                 |  |  |
|  | Jataiense               | 0                       | 1                       | 1                       |        |                     |               |               |               |               |  |                       |                 |                 |                 |                 |  |  |
|  | Jataiense               | 0                       | 1                       | 1                       |        | Aparecidense        | 1             | 0             | 1             |               |  |                       |                 |                 |                 |                 |  |  |
|  |                         |                         |                         |                         |        | Aparecidense        | 1             | 0             | 1             |               |  |                       |                 |                 |                 |                 |  |  |
|  |                         | Vila Nova               | 1                       | 1                       | 2      |                     |               |               |               |               |  |                       |                 |                 |                 |                 |  |  |
|  | Vila Nova               | Vila Nova               | 1                       | 1                       | 2      | 3                   | 3             | 6             |               |               |  |                       |                 |                 |                 |                 |  |  |
|  | Vila Nova               |                         |                         |                         |        | 3                   | 3             | 6             |               |               |  |                       |                 |                 |                 |                 |  |  |
|  | Anápolis                | 0                       | 1                       | 1                       |        |                     |               |               |               |               |  |                       |                 |                 |                 |                 |  |  |

##### Finais
Ida
| 16 de maio | Grêmio Anápolis | 1 – 1 | Vila Nova | Estádio Jonas Duarte, Anápolis                               |
| 16:00      | Lucão 63'       |       | Henan 48' | Público: Portões fechados Árbitro: GO Wilton Pereira Sampaio |

| G. Anápolis | Vila Nova |

Volta
| 23 de maio | Vila Nova           | 1 – 1 | Grêmio Anápolis        | Estádio OBA, Goiânia                               |
| 16:00      | Willian Formiga 82' |       | Vinícius Rodrigues 60' | Público: Portões fechados Árbitro: GO Elmo Resende |

|                                                             |       | Penalidades                                                      |  |
| Henan Arthur Rezende Rafael Donato Pedro Bambu Pedro Júnior | 4 − 5 | Vinícius Rodrigues Thiago Rubim Gabriel Vidal Luizão Vitor Braga |  |

| Vila Nova | G. Anápolis |

## Premiação
| Campeonato Goiano de 2021            |
| ------------------------------------ |
| Grêmio Anápolis Campeão (1.º título) |

## Técnicos
| Equipe              | Técnico                        |
| ------------------- | ------------------------------ |
| Anápolis            | Ranielle Ribeiro (1ª—)         |
| Aparecidense        | Thiago Carvalho (1ª—)          |
| Atlético Goianiense | Marcelo Cabo (1ª—)             |
| CRAC                | Carlos Rabello (1ª—)           |
| Goianésia           | Luan Carlos (1ª—)              |
| Goiás               | Augusto César (interino) (1ª—) |
| Grêmio Anápolis     | Cléber Gaúcho (1ª—)            |
| Iporá               | Paulo Pereira (1ª—)            |
| Itumbiara           | Uidemar Oliveira (1ª—)         |
| Jaraguá             | Zé Roberto (1ª—)               |
| Jataiense           | Jorge Saran (1ª—)              |
| Vila Nova           | Márcio Fernandes (1ª—)         |

### Mudança de Técnicos
| Clube | Antecessor | Motivo | Data | Última partida | Rod | Pos | Sucessor | Ref. |
| ----- | ---------- | ------ | ---- | -------------- | --- | --- | -------- | ---- |